# Chrysops buxtoni
Chrysops buxtoni är en tvåvingeart som beskrevs av Austen 1922. Chrysops buxtoni ingår i släktet Chrysops och familjen bromsar. Inga underarter finns listade i Catalogue of Life.